# Map of the Soul: 7 — The Journey
«Map of the Soul: 7 — The Journey» — 4-й японский альбом BTS был анонсирован 8 мая 2020 года, релиз состоялся 15 июля 2020 года.
Альбом включает 13 песен. В них вошли 2 абсолютно новых песни: заглавный трек, записанный специально для японского альбома и являющийся саундтреком к токийской дораме «Спиральный лабиринт», «Stay Gold» и «Your eyes tell», продюсировании и написании которой принял активное участие Чонгук. «Your eyes tell» также была выбрана саундтреком к японскому фильму «Твои глаза говорят». В альбоме представлены японские версии хитов «ON», «Black Swan», «Make It Right», «Dionysus» наряду с японскими версиями песен, которые ранее уже выходили как синглы. Также в список песен включены признанные хиты «Lights» и «Boy With Luv -Japanese ver.-».
После анонса предрелиза песни «Stay gold» в Twitter официального японского фанклуба BTS на протяжении недели до релиза выкладывались фото мемберов, ведя отсчёт дней до релиза. 19 июня 2020 года в «Apple Music» вместе с выходом заглавной песни «Stay Gold» стал доступен и сам альбом и все песни, которые ранее уже выпускались. Таким образом была дана возможность предзаказа и добавления альбома себе ещё до выхода.
Альбом «Map of the Soul: 7 ~ The Journey» будет выпущен в 5 изданиях: обычное CD издание и 4 лимитированных версии A, B, C, D.

## Список песен
1. Intro: Calling 1’24"
2. Stay Gold 4’03"
3. Boy With Luv -Japanese ver.- 3’50"
4. Make It Right -Japanese ver.- 3’45"
5. Dionysus -Japanese ver.- 4’08"
6. IDOL -Japanese ver.- 3’43"
7. Airplane pt.2 -Japanese ver.- 3’40"
8. FAKE LOVE -Japanese ver.- 4’03"
9. Black Swan -Japanese ver.- 3’18"
10. ON -Japanese ver.- 4’07"
11. Lights 4’52"
12. Your eyes tell 4’05"
13. Outro : The Journey 1’16"